# Shaeffer, Bunce & Company
Shaeffer, Bunce & Company, vorher Shaeffer, Bunce & Marvin, war ein US-amerikanischer Hersteller von Automobilen.

## Unternehmensgeschichte
Die Herren Shaeffer, Bunce und Marvin betrieben Shaeffer, Bunce & Marvin in Lockport im US-Bundesstaat New York. Marvin war der Ingenieur. Sie vertrieben Zubehör für Autos und Dampfmotoren. 1901 begann die Produktion von Automobilen. Der Markenname lautete SBM. Marvin verließ 1901 das Unternehmen.
Shaeffer und Bunce benannten das Unternehmen in Shaeffer, Bunce & Company um. 1902 boten sie die Fahrzeuge ohne Motoren an. Sie wurden nun Shaeffer-Bunce genannt. Nach 1902 verliert sich die Spur des Unternehmens.

## Fahrzeuge
Im Angebot standen ausschließlich Dampfwagen. Sie waren als Runabout mit zwei Sitzen karosseriert. Gelenkt wurde mit einem Lenkhebel.